# Principat de Tàrent

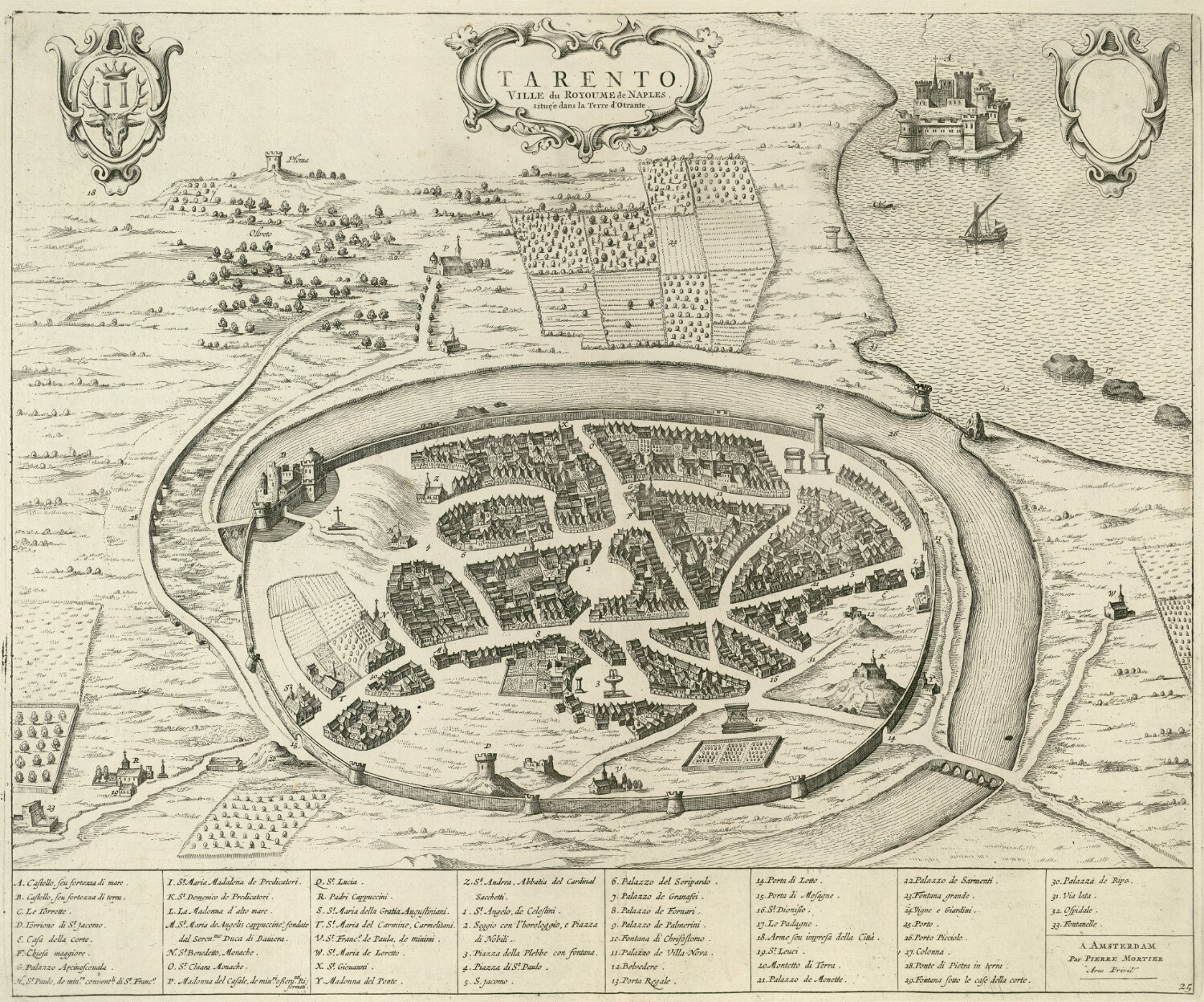
Pierre Mortier: Tàrent cap al 1704

El Principat de Tàrent amb capital a Tàrent va existir des de 1088 fins a 1465. En els seus 377 anys d'història va ser a vegades un poderós i gairebé independent domini feudal del Regne de Sicília i més tard del Regne de Nàpols. De vegades, però, "Príncep de Tàrent" fou només un títol honorífic atorgat a l'hereu del tron o al marit d'una reina governant.

## Sota el govern de la famíliaHautevillenormanda (1088–1194)

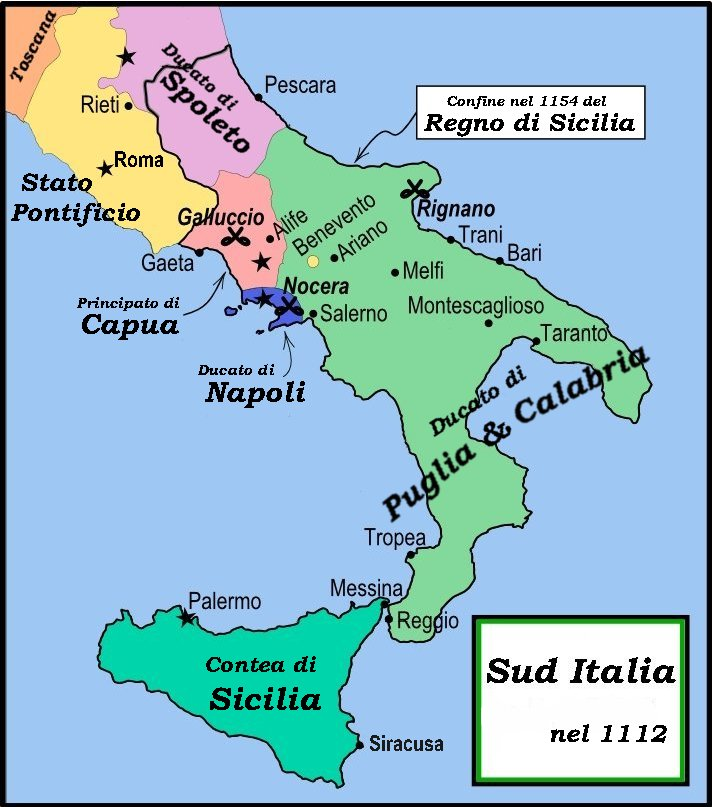
Sud d'Itàlia el 1112

Escut dels Hauteville de Sicília

Els normands van arribar individualment com a aventurers al sud d'Itàlia. Aprofitant les desavinences entre els prínceps, van poder establir un govern permanent. Robert Guiscard, que va arribar al sud d'Itàlia cap al 1050, va rebre del Papa Pasqual II el ducat de la Pulla i Calàbria perquè havia expulsat els [sarraïns] d'Itàlia, amb la possessió de Tàrent i Matera perquè havia expulsat els romans d'Orient d'Òtranto. El va seguir el seu fill Bohemon I de Tàrent, que va obtenir el títol després d'una discussió amb el seu germanastre Roger Borsa. 

Cap al 1058, el matrimoni entre el seu pare Robert i la seva mare va ser anul·lat per presumpta consanguinitat. Robert va tenir de la seva segona esposa Siquelgaita, filla del príncep Guaimar IV de Salern, un fill, Roger Borsa, que fou successor del ducat de la Pulla i Calàbria. Bohemon va ser compensat amb Tàrent i la majoria dels països del "esperó" de la Pulla. 
Després de la mort de Bohemon I (1110), va ser seguit pel seu fill menor  Bohemon II, primer sota la tutela de  Tancred (fins a 1112), després sota la de Roger (1112-1119) i finalment sota la del rei  Balduí II La mare de Bohemon era Constança de Francònia (també: Constància; nascuda probablement el 1078; † entre 1124 i gener de 1126), filla del rei Felip I de França. Bohemon només va rebre el seu principat el 1126. Quan va contreure matrimoni amb Alícia d'Antioquia, la filla menor de Balduí II, va renunciar al seu principat, el 1128 (segons altres fonts 1127 a favor del seu oncle Roger II de Sicília, fill de Roger I de Sicília.
El 1133 Roger va aconseguir eliminar definitivament els inquiets barons de la Pulla.  Els anys de govern de Roger van ser fructífers per a la ciutat de Tàrent, que va adquirir una gran importància com a ciutat industrial i comercial (ceràmica i processament de peix). Roger II es considerava molt educat i cosmopolita i presumiblement parlava àrab i grec. Va donar suport a l'antipapa Anaclet II i, per tant, va ser excomunicat diverses vegades per Innocenci II. Per consolidar el regne unit, va donar al seu primogènit Roger III (1118–1148) el ducat de la Pulla, al seu segon fill Tancred (aprox. 1120-1138) el Principat de Bari i Tàrent i el seu fill petit Alfons (aprox. 1122-1144) el Principat de Càpua. El 1151 va nomenar co-regent al seu fill més jove i únic supervivent Guillem I, amb lo qual Roger II volia evitar possibles batalles successòries. Roger II va morir el 1154 i Guillem I, també anomenat "Guillem el Dolent" a causa dels seus mals hàbits, es va convertir en príncep de Tàrent.
A la seva mort, el 1166, el seu fill menor d'edat, Guillem II, també anomenat "Guillem el Bo", fou el seu successor. La seva mare Margarita de Navarra va dirigir la regència en el seu nom, amb consellers canviants. Originàriament promes amb Maria Comnena de Montferrat de la família imperial bizantina, Guillem es va casar el 1176 amb Joana Plantagenet, la filla d'Enric II d'Anglaterra i Elionor d'Aquitània. Joana era la germana de Ricard Cor de Lleó. Guillem va renunciar al principat a favor del seu germà Enric de Càpua (1158-1272), príncep de Càpua.  Com aquest va morir el 1172 i Guillem II no va tenir fills, això va afectar la successió al tron. Es va cridar per la successió a l'exiliat Tancred de Lecce, el seu cosí i parent masculí més proper, fill il·legítim del duc Roger III de la Pulla i una filla del comte Acard II de Lecce, que va venir de Constantinoble i se li va retornar el títol de comte de Lecce. 

Guillem, que va preveure què el successor procediria d'una successió il·legítima al tron, va consentir el matrimoni de la seva tia Constança de Sicília (1154-1198), l'única filla supervivent de Roger II tinguda amb la seva tercera esposa Beatriu de Rethel, amb el seu anterior enemic Staufen Enric VI del Sacre Imperi Romanogermànic (1165–1197), fill i hereu de l'emperador Frederic Barba-roja.  El 1184/85 es va produir el jurament de lleialtat. Guillem II va fer reunir els nobles a Troia, a la Pulla, per jurar a Constança i Enric. El matrimoni es va consumar el 1186. 
 

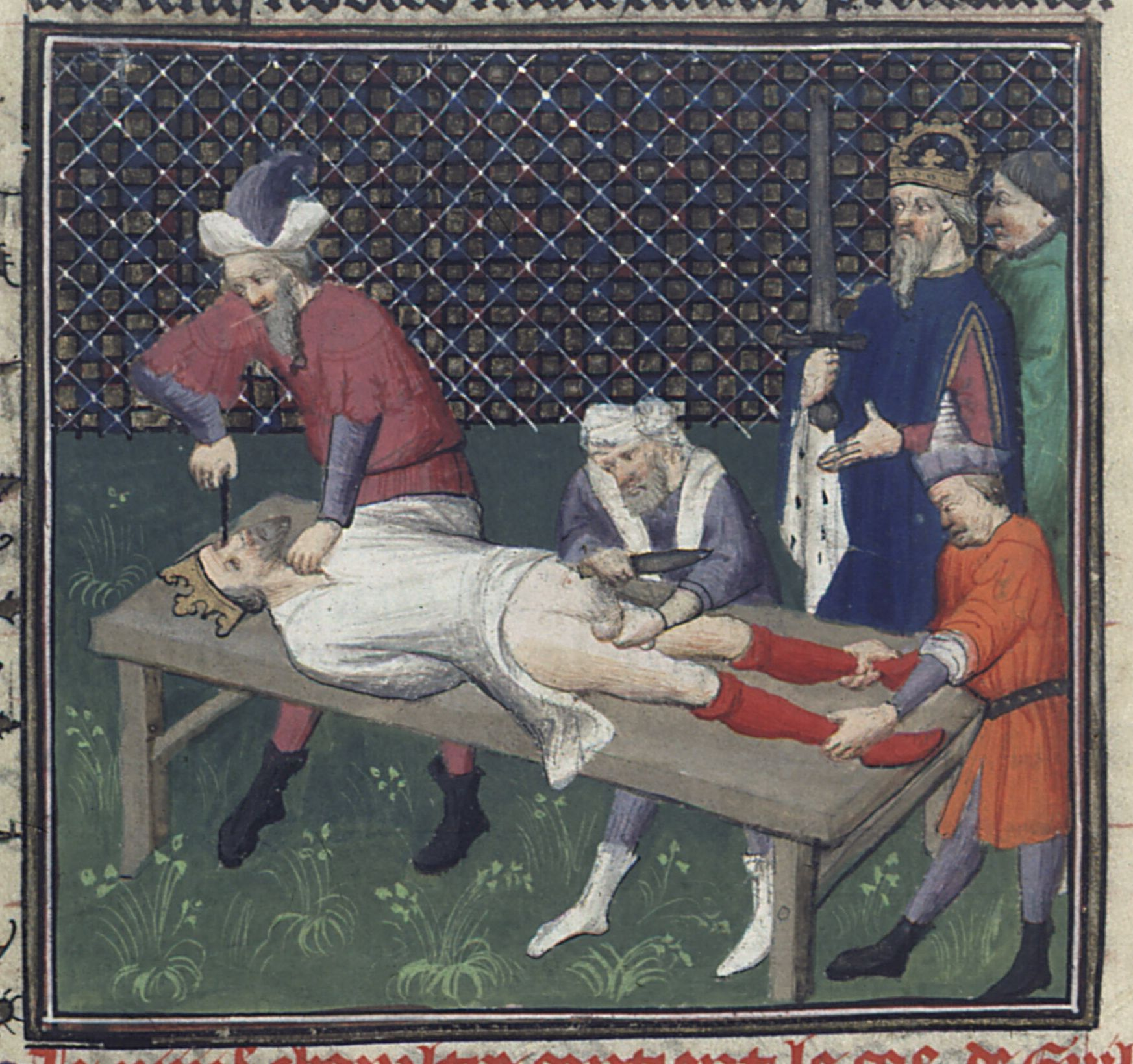
L'emperador Heinrich VI deixa el rei Guillem III de Sicília impressionat. Il·luminació d'una edició de "De casibus virorum illustrium" de Giovanni Boccaccio, segle XV.

Després de la mort de Guillem II el 18 de novembre de 1189, Tancred de Lecce va elevar les seves pretensions al poder com a parent masculí més proper. Fins i tot si els drets d'herència eren de Constança, Tancred va ser elegit rei de Sicília el 8 de desembre de 1189 pels barons que odiaven la dinastia Hohenstaufen. D'aquesta manera es volien protegir del "frenesí alemany" (furor Teutonicus) i de la "brutalitat alemanya" (Teutonica rabia). Amb el suport del Papa Climent III va ser coronat rei el 18 de gener de 1190 per l'arquebisbe Gualteri de Palerm a aquesta ciutat. Així, les esperances d'Enric van ser traïdes i la seva dona Constança va sortir amb les mans buides. El regnat de Tancred va ser el resultat de les guerres civils i els atacs dels contendents aspirants al tron, perquè a més d'Enric VI, Ricard Cor de Lleó, germà de Joana, esposa del difunt Guillem II, va reclamar el Regne de Sicília i, per tant, el títol de príncep de Tàrent. Ricard Cor de Lleó es va trobar amb una considerable quantitat de diners. L'exèrcit d'Enric VI va ser destruït dues vegades per una epidèmia, mentre que l'emperadriu Constança va ser capturada pels salernitans i Tancred va ser extradit. Això darrer va fer que Otó Frangipani, el "més jove", els enviés a l'emperador a Alemanya amb regals fastuosos. 

La guerra es va allargar sense resultats definitius fins al 1194, quan Tancred va morir el 20 de febrer i el seu únic fill menor supervivent Guillem III de Sicília va ser elegit rei de Sicília per decisió de la noblesa siciliana en oberta revolta contra els Hohenstaufen. 
Quan Enric VI, assabentat de la mort de Tancred, va arribar a Itàlia amb un gran exèrcit, va trobar poca resistència i va ocupar Nàpols i seguidament va sotmetre Sicília. La vídua de Tancred, Sibil·la d'Acerra, va buscar refugi amb els seus fills a la ciutadella de Caltabellotta. Enric va oferir a Sibilla el comtat de Lecce i el principat de Tpàrent a Guillem III a canvi de la renúncia al tron, cosa que va ser acceptada per Sibil·la i l'acord va ser confirmat a Caltabellotta el desembre de 1194. Sibil·la i el seu fill van assistir a la coronació d'Enric el 25 de desembre de 1194 a Palerm.  

El 29 de desembre de 1194, Sibil·la, els seus fills i els seus confidents més propers van ser fets presoners sota l'acusació d'haver organitzat un complot contra Enric. Guillem va ser degradat, Conrad de Lützelhardt el va lliurar al Hohenstaufen el Castell d'Alt-Ems (avui Hohenems a Vorarlberg). Es diu que va ser maltractat allà i va morir cap a 1198. Després de més de 100 anys de govern normand, es va començar una nova era, la del Hohenstaufen.

## Sota el govern dels Staufen (1194–1200)

escut d'armes d'Enric VI

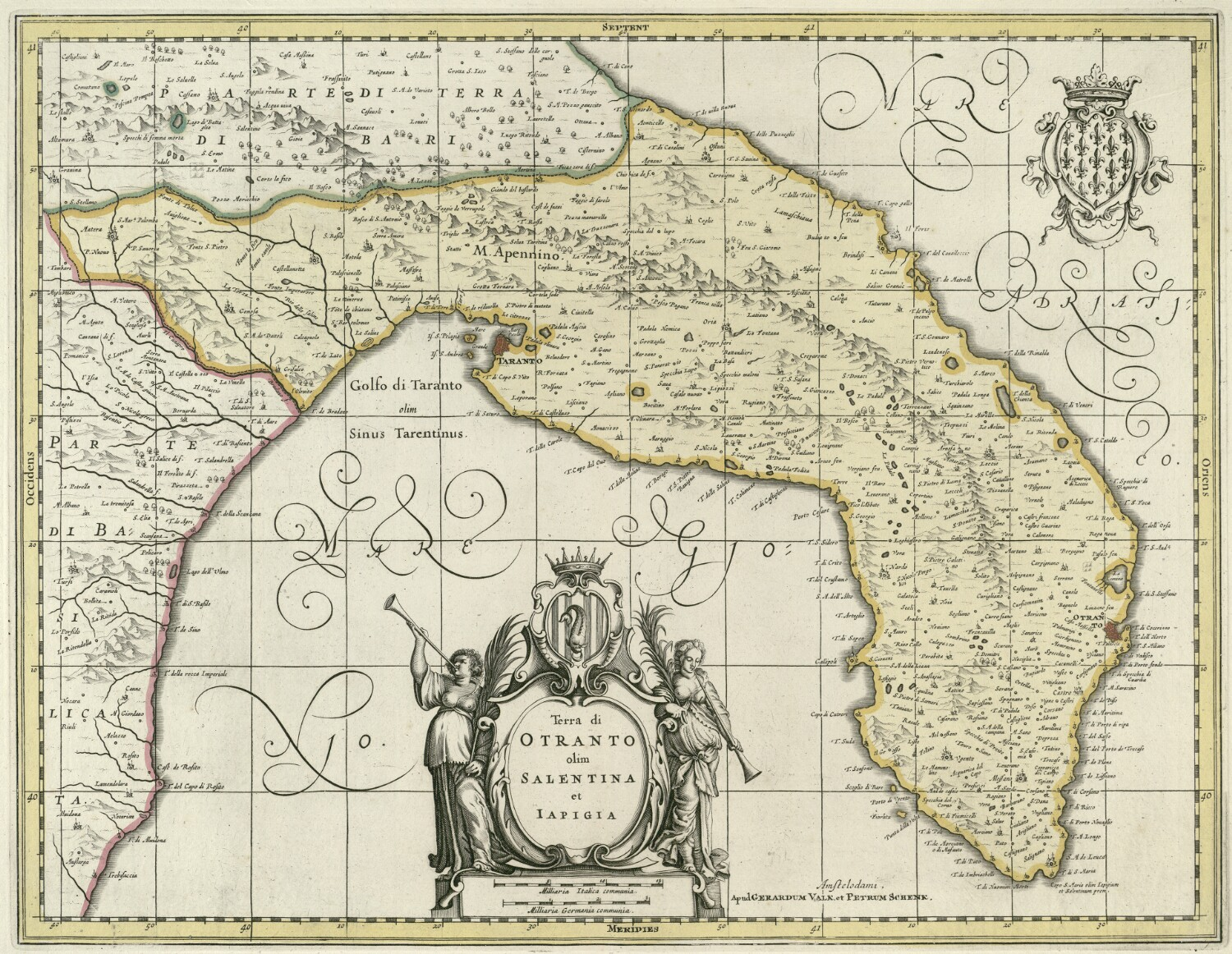
Terra d'Otranto entre 1555 i 1617

Després de la inesperada mort d'Enric VI el 1197 la seva dona Constança es va dedicar a assegurar el govern per a ella i per al seu fill de tres anys Frederic II. Ella el va fer portar del ducat de Spoleto a Sicília, primer el va nomenar co-regent i el va fer coronar rei de Sicília el 17 de maig de 1198 a Palerm. Les connexions d'Enric VI entre el govern de Sicília i l'Imperi es van traslladar al seu fill. Va renunciar a la seva pretensió de la corona alemanya, va buscar per a ell principalment el càrrec de rei de Sicília i el va posar sota la protecció del papa Innocenci III. 
El 1197 Constança va gratificar al comandant en cap de Terracina, Otó (també: Odó) Frangipani ("El més jove") pels seus serveis, amb el Principat de Tàrent i la Terra d'Otranto (Giustizierato di Terra d'Otranto. Otó fou fidel a Enric VI des del 1186.  Entre el 6 de juliol i el 13 de desembre de 1186, apareix la sèrie de testimonis en els certificats d'Enric amb un total d'onze vegades en que apareix un Oddone Frangipane.
Segons el monjo i autor de llibres Antonio Primaldo Coco (1879 a Francavilla Fontana - 1962), el nomenament d'Otó com a príncep de Tàrent no devia ser merament nominal a causa dels seus amplis ingressos. El 1249 Arrigo (o Enric) Frangipani, fill de Jacob fou Príncep de Tàrent. A les Bules Regies, vol. 3, lib. 9. fol. 125, el papa Innocenci IV afirma que Otó va morir sense fills: va deixar els seus estats al seu nebot Arrigo. Innocenci IV va invocar un privilegi atorgat per l'emperadriu Constança des de 1197. Segons Thumser, hauria d'haver estat un títol honorífic.
Quan Constança va morir sorprenentment el 27 de novembre de 1198, el papa Innocenci III va assumir el regnat a Sicília del seu fill menor d'edat Frederic II. De fet, el país estava governat per cavallers alemanys que en un temps van estar al costat de l'emperador Enric VI amb el que havien vingut a Itàlia i es van negar a inclinar-se davant l'autoritat del Papa. Els més importants van ser Marcuard de Annweiler, que governava l'illa de Sicília, i Diepold de Schweinspeunt, que governava Itàlia del Sud (la Baixa Itàlia).

## Sota el govern dels Brienne (1200-1205)

Escut de Brienne

Elvira (també: Albiria, Albinia, Blanca), (germana de Guillem III i filla gran del difunt Tancred de Lecce, rei de Sicília) es va casar entre la Pasqua de 1199 i el 1200 amb Gautier III de Brienne. El papa Innocenci III, guardià del rei menor Frederic II de Sicília, va rebre la reclamació dels seus feus (el comtat de Lecce i el Principat de Tàrent).
Gautier va aparèixer junt amb Elvira i la seva mare Sibil·la a la primavera del 1200 davant de la Curia Papal. Després de consultar els cardenals i altres membres de la junta, el Papa va reconèixer les pretensions d'Elvira al comtat de Lecce i al Principat de Tàrent. El maig de 1200, Gautier va prestar jurament de fidelitat en un consistori públic i va prometre lluitar contra Marcuard d'Annweiler i els seus seguidors i donar suport al legítim rei Frederic II. 

L'11 de juny de 1205, Gautier va ser emboscat a prop de Sarno, emboscada en la qual va ser ferit greument i va morir el 14 de juny. El comtat de Lecce i el Principat de Tàrent van ser confiscats i, per tant, van tornar sota la família Hohenstaufen, sota Frederic II.

## Sota el govern dels Hohenstaufen (1205–1266)

Tàrent al entre Porta Napoli (pont a l'esquerra) i Porta Lecce

Ja el 3 de juliol de 1201, Frederic va ser clarament informat per una carta del papa Innocenci sobre la naturalesa jurídica i administrativa del Principat de Tàrent. Enric VI va indicar que els acords de Caltabellotta el desembre de 1194, en què el principat a canvi de la renúncia a totes les reclamacions del regne a Guillem III. (Fill del difunt Tancred de Lecce) no s'havia d'observar. 
La primera intervenció de Frederic II contra Tàrent es remunta a l'abril del 1210. L'arquebisbe de Tàrent, el "fidelis noster" designat, Berardo (1205–1211) i la "Tarentina ecclesia" (església tarentina) van rebre tots els privilegis i els dels seus parents des de Roger II, Guillem II i Enric VI i la seva dona Constança van confirmar els drets concedits.
Frederic va visitar Tàrent, el nucli antic històric actual, per primera vegada a l'abril de 1221 per signar diversos documents. En els seus 39 anys de regnat com a emperador, Frederic va estar a la capital del principat també l'octubre de 1225, el maig/juny de 1228 i febrer de 1231.
Com a regió central, el principat va romandre en mans de la corona fins al final del llarg regnat de Frederic com a emperador el 10 de desembre de 1250 - tres dies abans de la seva mort - en una de les clàusules del testament, decretant la concessió del feu amb les seves fronteres al fill Manfred.

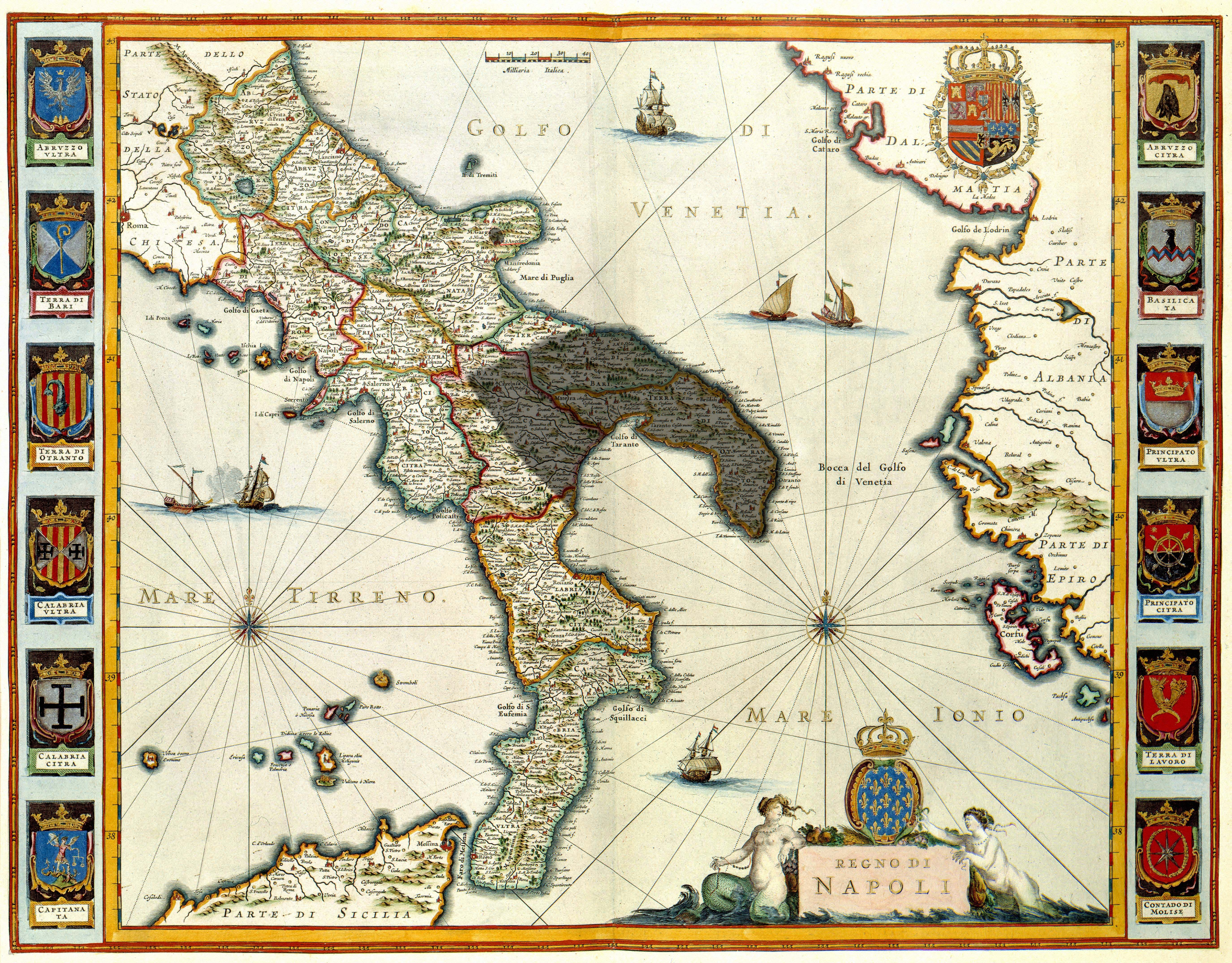
ubicació aproximada del Principat de Tàrent 1250 (en gris)

Segons el testament, Manfred tenia als seus germanastres Conrad IV i Enric VII i els seus hereus per davant, tenint el tercer lloc en la successió al Regne de Sicília. Mitjançant la concessió imperial, confirmada per la voluntat de Frederic II, Manfred va rebre el Principat de Tàrento des de Porta Roseti a Calabria Citerior fins a la font del Bradano (a prop del Castell de Lagopesole, a Avigliano a la Basilicata) amb els comtats Montescaglioso, Tricarico i Gravina, la costa de Bari a Polignano, les zones de Polignano amb ciutats i castells fins a Porta Roseti. També va rebre el domini de Monte Sant’Angelo, que se solia assignar a les reines de Sicília. Una zona que s'estén des de la mar Jònica fins a la mar Adriàtica, des de la província de Terra d'Otranto fins a Calàbria, Basilicata fins a la província de Terra di Bari. Manfred era el príncep més poderós del regne i tenia feus estratègics pel govern de la Pulla.
```
... eiusdem domini imperatoria insignitum: quod vidimus, et legimus, et omni vitio, et suspicione carebat, et erat talis tenoris videlicet In nomine Dei Æterni, et Salvatoris nostri lesu Christi, anno ab Incarnatione eius millesimo ducentesimo, the sabati, septimo decimo decembris, nona indictione.… Nos igitur Federicus secundus, divina favente dementia Romanorum imperator sempre augustus, Hierusalem et Sicilise Rex… statuimus… confirmamus dicto Manfredo filio nostro principatum Tarenti, videlicet a porta Brandus Rosorti usque cura comitatibus Montis Caveosi, Tricarici, et Gravinæ, prout comitatus ipse protenditur ad maritimam terræ Bari usque Palinuruin, et ipsum Palinurum cura terris omnibus a Palinuro per totam maritimam usque content ad dictum portum Roseti, videlicet stateibus, omnra, tara ipsius principatus, quam comitatuum prædictorum. Concedimus etiam eidem city Montis S. Angeli cum toto honore suo, et omnibus stateibus, castris, villis, terris, pertinentiis, iusticiis, et rationibus eodem tenore pertinentibus; videlicet usque de demanio in demanium, et quæ de servitio in servitium. ...
[
26
]
```

El govern dels Hohenstaufen va acabar amb la mort de Manfred (1266) a la batalla de Benevent.

## Sota el govern dels angevins (casa d'Anjou) (1266-1356)
El seu imperi va anar a mans de Carles I d'Anjou, que va ser afavorit pel papa i que va rebre d'aquest la Investidura del regne de Sicília (que incloïa tot el sud d'Itàlia). Després, Conradí, fill de Conrad IV, es va traslladar a Itàlia el 1267 a petició del partit italià favorable als Staufen, els gibel·lins, viatge que el papa Climent IV va prohibir. En un intent d'arribar als sarraïns de Lucera (Pulla), que s'havien rebel·lat al seu favor, el seu exèrcit va ser derrotat el 23 d'agost de 1268 a la batalla de Tagliacozzo per les tropes de Carles I d'Anjou. Conradí va escapar de la captura i va ser agafat per Joan Frangipani a Astura i lliurat a Carles d'Anjou. Després d'un judici simulat, va deixar a Conradí amb deu o quinze companys, inclòs Frederic de Baden, el 29 d'octubre de 1268, com un criminal a la plaça del Mercat de Nàpols on fou decapitar públicament i enterrat en terra no consagrada
El 1261 a Carles I d'Anjou se li va oferir la corona de Nàpols per part del Papa Urbà IV i el 1265 se li va renovar la investidura per Climent IV; la coronació va tenir lloc el 1266, aproximadament un mes abans de la batalla de Benevent. Gairebé totes les ciutats del sud d'Itàlia li van retre homenatge, inclòs Tàrent, per la qual la ciutat va rebre molts privilegis.
El regnat de Carles I d'Anjou, germà petit del rei francès Lluís IX de França va servir per enfortir el poder francès i per establir l'organització administrativa de les regions conquerides. El suport del clergat va recórrer un llarg camí: l'arquebisbe de Tàrent va rebre una dècima part sobre terres i boscos propietat de l'estat, així com altres beneficis econòmics. El centre polític, però, va continuar sent la "Magna Cúria", una cort reial fundada pel normand Guillem II de Sicília, una cort real formada per homes lleials jutjats i provats que estaven directament subordinats al governant El 1285 fou succeït al tron per Carles II de Nàpols, durant les Vespres sicilianes

Escut d'armes de Felip I de Tàrent

El 1294 va lliurar el principat de Tàrent al seu fill Felip I de Tàrent, el novè príncep de Tàrent, per tenir tota la regió sota control.  Se li deu el desenvolupament de la ciutat Martina Franca a la província de Tàrent a principis del segle xiv: va ampliar el poble de refugiats de San Martino, fundat al segle x, i va concedir drets i desgravacions fiscals per als que s'hi van traslladar.
Durant les dècades següents va estar al tron del Regne de Nàpols Robert (1309-1343), fill de Carles II, i Joana I de Nàpols (1343-1382), la neboda de Robert; després de la mort de Felip I (1132), el Principat de Tàrent va anar als seus fills Robert de Tàrent i Felip II de Tàrent i finalment a Jacob del Balzo, fill de Margarita, (germana de Felip II) i de Francesc del Balzo, duc d'Àndria (1364). Hi va haver anys d'intens conflicte entre el poder reial i el feudalisme dels barons 
Durant el regnat de Joana I, el Regne de Nàpols va ser envaït pel rei Lluís I d'Hongria, germà de l'assassinat Andreu d'Hongria, primer marit de Joana, que volia venjar la mort del seu germà. Joana va fugir a Provença.

## Sota el govern delsOrsini(1393-1465)
En aquella època, el príncep Robert, nebot de Joana I, governava Tàrento, que, gràcies a la noblesa de la ciutat, va romandre fidel a la casa d'Anjou, tot i que els plebeus van mostrar obertament el seu afecte pels estrangers. El 1364 Francesc del Balzo, duc d'Àndria, i el seu fill Jacob del Balzo, príncep de Tàrent, es van rebel·lar contra la corona. Joana I va revocar aleshores els feus d'Àndria i Tàrent i els va confiscar els béns. Francesc del Balzo va fugir a Grècia i el títol "Príncep de Tàrent" va ser per a Otó IV de Brunswick-Grubenhagen, quart marit de Joana I.
El 1378 després de la mort del papa Gregori XI Europa va patir disputes religioses entre Urbà VI i l'antipapa Climent VII (antipapa). Otó IV de Brunswick-Grubenhagen i Joana I eren partidaris de Climent. A causa del seu suport a l'antipapa, Joana fou amenaçada per Urbà VI amb la deposició i una croada. Urbà va entregar el Regne de Nàpols a Carles de Durazzo (Carles III de Nàpols) i el va coronar a Roma el 1380. Carles va aconseguir ocupar Nàpols el 1381 i empresonar a Joana. Otó va intentar alliberar-la, però va fracassar i també va ser capturat. Joana, que no volia renunciar als seus drets, va ser estrangulada el 1382 abans que Lluís d'Anjou, a qui havia transferit la seva herència, pogués acudir en auxili amb el seu exèrcit. Jacob del Balzo, aprofitant la situació, va tornar a Tàrent i va prendre el partit de Durazzo.

Escut de Raimon Orsini del Balzo

Cap al 1380 Raimon Orsini del Balzo, fill de Nicolau Orsini i de Maria del Balzo, va tornar de l'est i va ocupar algunes terres que pertanyien al seu pare. Raimon, també anomenat Raimondello, es va aliar amb Lluís d'Anjou i va aconseguir obtenir els béns de Nicolau als quals tenia dret legalment. El 1384 es va casar amb la comtessa de Lecce, Maria d'Enghien. Mitjançant aquest matrimoni va reunir la major part de la Terra d'Otranto i es va convertir en un dels senyors feudals més poderosos del sud d'Itàlia. Se li deu la construcció de la ciutadella (1404), una enorme torre fortificada de forma quadrada que assegurava l'entrada a la ciutat pel Pont de la Porta de Nàpols. Mentrestant, els governants de la casa d'Anjou havien estat derrotats definitivament. Després de la mort de Raimondello a Lecce el 1406, el rei Ladislau de Nàpols va intentar aconseguir aquest gran feu. Va fer un tractat amb Maria: ella li donaria Tàrent i es convertiria en la reina de Nàpols. El fill d'ella i de Raimondello, Joan Antoni Orsini del Balzo va ser l'últim príncep de Tàrent d'aquesta famosa casa.
La Revolta dels barons locals (1459-1462)] al Principat de Tàrent i en algunes ciutats de la Capitanata, el líder de la qual era Joan Antoni Orsini, va acabar a favor dels aragonesos l'agost de 1462 amb la batalla d'Orsara. El mateix any es va signar el tractat de pau entre  Ferran d'Aragó i Joan Antoni Orsini del Balzo en presència del cardenal Bartolomeo Roverella.
Joan Antoni va morir en circumstàncies misterioses entre el 14 i el 15 de novembre de 1463. Es diu que Paolo Tricarico l'hauria estrangulat al castell d'Altamura, a l'actual província de Bari.
Joan Antoni no va deixar hereus legítims i les seves terres i tresors van ser confiscats pel rei de Nàpols, Ferran d'Aragó, el seu parent més proper. El va seguir al tron la seva neboda Isabela de Claremont, filla de la seva germana Caterina Orsini del Balzo i Tristano de Claremont, i esposa del rei Ferran I, que va morir el 1465. El seu hereu era el seu fill gran Alfons II de Nàpols, que seria rei de Nàpols del 1494 al 1495. La seva dona era Hipolita Maria Sforza de Milà.
Aquest va ser el final del Principat de Tàrent. Va ser incorporat al Regne de Nàpols pel rei Ferran I el 1465 després de la mort d'Isabela de Clermont. El títol "Príncep de Tàrent” es va continuar donant als fills dels reis de Nàpols.

## L'expansió del Principat de Tàrent

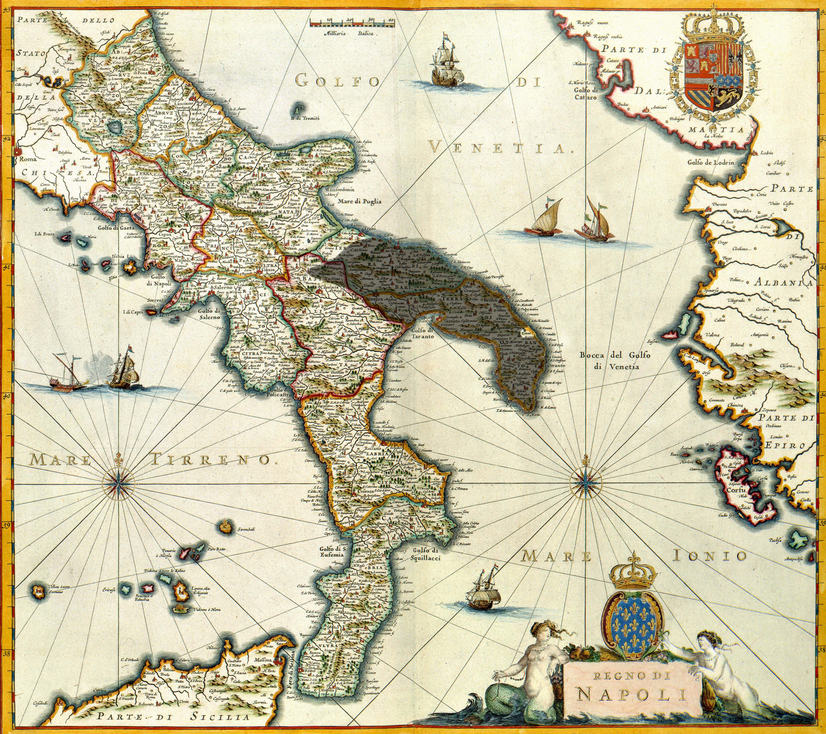
Principat de Tàrent entre 1414 i 1421 (en gris)

Les zones cedides a Bohemon el 1086 que van correspondre a Tàrent, les àrees del comtat de Conversano i tot el Salento, excepte Lecce i Ostuni.
Amb el pas dels anys, el Principat de Tàrent es va dividir repetidament. D'una banda perquè els prínceps premien els seus cavallers amb territoris pels seus serveis, de l'altra perquè els governants napolitans, que mentrestant temien el poder del principat, van retirar territoris del principat i els van cedir a altres barons.
Després de 1399, quan la propietat del principat va passar a Raimon Orsini del Balzo, els dominis del principat eren els de Lecce, Soleto i algunes baronies i senyories de les províncies de Terra di Lavoro i Terra di Bari

## Llista de prínceps
- Dinastie d'Hauteville:
  - 1088 Bohemon I de Tàrent (* 1054; † 1111), el 1098 príncep d'Antioquia;
  - 1110 Bohemon II (* 1108; † 1130);
  - 1128 Roger I (* 1095; † 1154), duc de la Pulla, rei (roger II) de Sicília
  - 1133 Tancred (vers 1120-1138), fill de Roger I (II de Sicília), prìncep de Tàrent i príncep de Bari
  - 1138 Guillem I (* 1122; † 1166), dit el Dolent o el Maligne, després rei de Sicília, segon fill de Roger I (II de Sicília)
  - 1144 Simó, fill de Roger I (II de Sicília), príncep de Càpua, després príncep de Tàrent
  - 1166 Guillem II, fill de Guillem I; princeep de Tàrent i duc de la Pulla, renuncia al principat a favor del seu germà Enric[6]
  - 1171 Enric, germà de Guillem II, príncep de Càpua, rep Tàrent per renuncia del seu germà, però mor el 1172.
  - 1172 Guillem II (2a vegada)[6]
  - 1189 Tancred de Lecce, fill Il·legítim del duc Roger III de la Pulla
  - 1194 Guillem III, fill de Tancred, comte de Lecce, deposat[35]
- Dinastia dels Staufen:
  - 1194 Enric II, emperador Enric VI, rei de Sicília i príncep de Tàrent per la seva esposa Constança de Sicília
- Dinastia Frangipani (possiblement un títol sense domini territorial):
  - 1197 Otó o Odó Frangipani ("el mes jove"), títol concedit per Constança de Sicília[18]
  - 1249 Arrigo (Enric), nebot (fill de Jacob, germà gran d'Otó i fill primogènit d'Otó, "el mes Vell" amb una princesa bizantina)[36]
- Dinastia de Brienne:
  - 1200 Gautier III de Brienne († 1205) (per dret uxori de la seva muller Elvira, filla de Trancred de Lecce)
- Dinastia dels Staufen (2a vegada):
  - 1205 Frederic I, emperador Frederic II
  - 1250 Manfred (* 1232; † 1266), fill de Frederic II;
- Dinastia d'Anjou
  - 1266 Carles I (* 1227; † 1285), va derrotar Manfred i fou nomenat rei de Nàpols i Sicília pel papa (Sicília es separa 1282)
  - 1285 Carles II  (* 1254; † 1309), fill de Carles I, rei de Nàpols ;
  - 1294 Felip I (* 1278; † 1331), fill de Carles II;
  - 1332 Robert de Tàrent (* 1299; † 1364), fill de Felip I; príncep de Tàrent (1332-1346), rei d'Albània (1332-1364), príncep d'Acaia (1333-1346) i emperador titular d l'Imperi Llatí de Constantinoble (1346-1364).
  - 1346 Lluís de Tàrent (* 1320; † 1362), fill de Felip I, el 1346 rei de Nàpols com a segon marit de Joana I de Nàpols;
  - 1364 Felip II (* 1329; † 1374), fill de Felip I;
    - 1356 Felip III, fill de Felip II, va morir jove i el títoil va retornar al seu pare;
- Dinastia dels Baus (Baux, Balzo):
  - 1373 Jaume o Jacob dels Baus; net de Felip II.
- Dinastia de Grubenhagen o Brunswick-Grubenhagen:
  - 1383 Otó de Tàrent (1320–1398), des de 1376 quart marit de la reina Joana I de Nàpols;
- Dinastia Orsini (Orsini dels Baus o del Balzo)
  - 1399 Raimon Orsini dels Baus, anomenat Raimondello; marit de Maria d'Enghien, hereva de la casa de Brienne
  - 1406 Ladislau de Durazzo (* 1376; † 1414), el 1386 rei de Nàpols com a segon marit de Maria d'Enghien
  - 1414 Jaume o Jacob II (* 1370; † 1438), des de 1415 marit de Joana II de Nàpols, reina de Nàpols des de 1414 (* 1373; † 1435);
  - 1420 Joan Antoni Orsini dels Baus; fill de Maria i de Raimondello
  - 1463 Isabel de Clermont (després Chiaromonte), neboda de Joan Antoni; esposa del rei Ferran I de Nàpols (Ferran d'Aragó)

El 1465, el rei Ferran I, conegut com a "Ferrante", va unir el Principat de Tàrent amb el Regne de Nàpols després de la mort de la seva dona. El principat es va dissoldre, però el títol es va continuar donant als fills dels reis de Nàpols:
- - Ferran (* 1488; † 1550), 1495/96 duc de Calàbria, príncep de Tàrent, 1526/50 virrei de València, fill de Frederic III de Nàpols, rei de Nàpols
  - Carlota d'Aragó, princesa de Tàrent (germana del anterior), casada amb Guiu XVI de Laval, comte de Laval i altres llocs, de la casa de Montfort-Laval.
  - Anna de Laval († 1554), filla dels anteriors, casada amb Francesc de La Tremoille († 1541), vescomte de Thouars, príncep de Talmond, comte de Guînes, comte de Benon i de Taillebourg
- Dinastia de Casa de La Trémoille:
  - Lluís III († 1577), 1er duc de Thouars, príncep de Tàrent i de Talmond, comte de Taillebourg, de Guînes i de Benon, fill dels anteriors
  - Claudi (* 1566; † 1604), 1er Duc de La Tremoille, 2n duc de Thouars, príncep de Tàrent i de Talmond, comte de Guînes i altres, fill de Lluís III
  - Enric (* 1598; † 1674), 2n Duc de La Trémoille, 3r duc de Thouars, príncep de Tàrent i de Talmond, comte de Laval, de Montfort, de Guînes, de Benon, de Taillebourg i de Joinville
  - Enric Carles (* 1620; † 1672), Príncep de Tàrent i de Talmond, comte de Laval etc., germà d'Enric
  - Carles Bèlgica Holanda († 1709), 3r duc de La Trémoille, 4t duc de Thouars, príncep de Tàrent i de Talmond, fill d'Enric Carles
  - Carles Lluís Bretanya († 1719), 4t duc de La Trémoille, 5è duc de Thouars, príncep de Tàrent, fill de Carles Belgica Holanda
  - Carles-Armand-René († 1741), 5è duc de La Trémoille, 6è duc de Thouars, príncep de Tàrent, fill de Carles Lluís Bretanya
  - Joan Bretanya Carles Jofré († 1792), 6è duc de La Trémoille, 7è duc de Thouars, príncep de Tàrent, fill de Carles-Armand.René
  - Carles Bretanya Maria Josep († 1839), 7è duc de La Trémoille, 8è duc de Thouars, príncep de Tàrent, fill de Joan Bretanya
  - Lluís Carles († 1911), 8è duc de La Trémoille, 9è duc de Thouars, príncep de Tàrent, fill de Carles Bretanya
  - Lluís Carles Maria († 1921), 9è duc de La Trémoille, 10è duc de Thouars, Príncep de Tàrent, fill de Lluís Carles
  - Lluís Joan Maria († 1933), 10è duc de La Trémoille, 11è duc de Thouars, Príncep de Tàrent, fill de Lluís Carles (ultimus familiae)